# Vöhrenbach
Vöhrenbach är en stad i Schwarzwald-Baar-Kreis i regionen Schwarzwald-Baar-Heuberg i Regierungsbezirk Freiburg i förbundslandet Baden-Württemberg i Tyskland.